# إديث إم. ستيرن
إديث إم. ستيرن (بالإنجليزية: Edith M. Stern)‏ (24 يونيو 1901 - 8 فبراير 1975)؛ روائية أمريكية.